# Аб'я (волость)
А́б'я (ест. Abja vald) — волость в Естонії, одиниця самоврядування в повіті Вільяндімаа з 13 лютого 1992 до 24 жовтня 2017 року.

## Географічні дані
Площа волості — 290,21 км2, чисельність населення на 1 січня 2017 року становила 2125 осіб.

## Населені пункти
Адміністративний центр — місто Аб'я-Палуоя.
На території волості також розташовувалися 15 сіл (küla):
Аб'я-Ванамийза (Abja-Vanamõisa), Аб'яку (Abjaku), Атіка (Atika), Вееліксе (Veelikse), Вескімяе (Veskimäe), Камара (Kamara), Лаатре (Laatre), Лазарі (Lasari), Пенуя (Penuja), Пилде (Põlde), Раамату (Raamatu), Ряеґу (Räägu), Саате (Saate), Сар'я (Sarja), Умбсоо (Umbsoo).

## Історія
13 лютого 1992 року Аб'яська сільська рада була перетворена у волость зі статусом самоврядування.
11 червня 1998 року Уряд Естонії прийняв постанову про об'єднання територій міського самоврядування Аб'я-Палуоя та волості Аб'я, визначивши назву нового самоврядування як волость Аб'я.
24 жовтня 2017 року після оголошення результатів виборів в органи місцевого самоврядування офіційно утворена волость Мулґі шляхом об'єднання територій міста-муніципалітету Мийзакюла та волостей Аб'я, Галлісте й Карксі.